# Кшижова (Сілезьке воєводство)
Кшижова (пол. Krzyżowa) — село в Польщі, у гміні Єлесня Живецького повіту Сілезького воєводства.
Населення — 1445 осіб (2011).
У 1975-1998 роках село належало до Бельського воєводства.

## Демографія
Демографічна структура станом на 31 березня 2011 року:
|          | Загалом | Допрацездатний вік | Працездатний вік | Постпрацездатний вік |
| -------- | ------- | ------------------ | ---------------- | -------------------- |
| Чоловіки | 706     | 169                | 454              | 83                   |
| Жінки    | 739     | 138                | 440              | 161                  |
| Разом    | 1445    | 307                | 894              | 244                  |